# Jacobus Perizonius

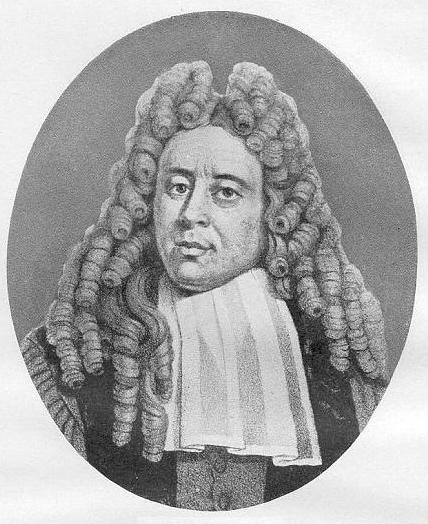
Perizonius aus dem Imagines philologorum

Jacob(us) Perizonius, auch nur Perizonius, eigentlich Jakob Voorbroek (* 26. Oktober 1651 in Appingedam; † 6. April 1715 in Leiden) war ein niederländischer Klassischer Gelehrter.

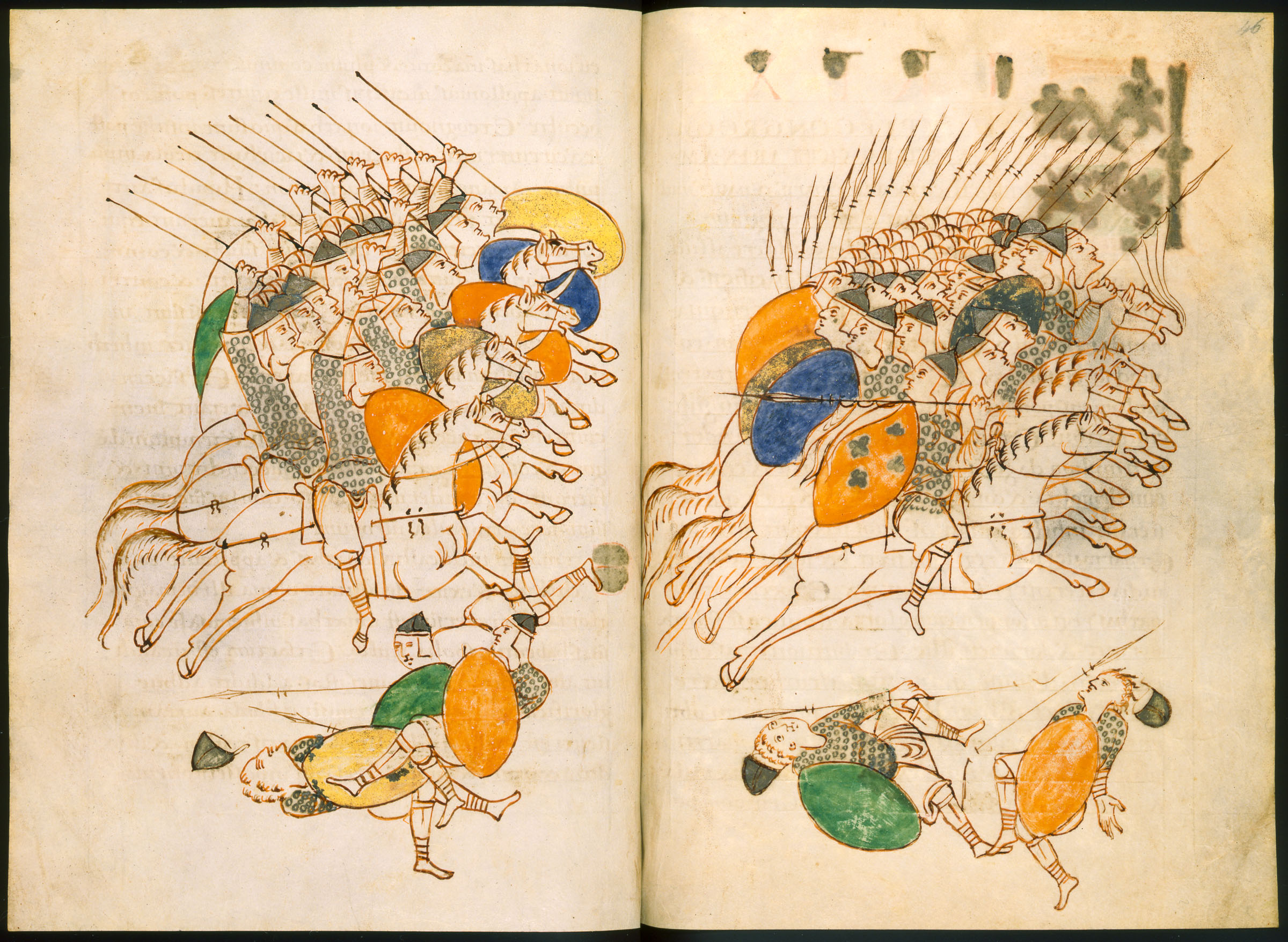
Handschrift aus der Sammlung Perizonius (UB Leiden, PER F17)

Jacobus Perizonius kam als Sohn von Antonius Perizonius (1626–1672) zur Welt, der zu seinen Lebzeiten für seine Schrift De ratione studii theologici bekannt war. Er studierte an der Universität Utrecht, wo er 1679 mit der Schrift Dissertationum Trias promoviert wurde. 1682 wurde er auf den Lehrstuhl für Rhetorik und Geschichte der Universität Franeker berufen. Johann Georg Graevius und Nikolaes Heinsius der Ältere sorgten für die Berufung an die Universität Leiden. Dort lehrte Perizonius bis zu seinem Tod im Jahr 1715. Er beschäftigte sich mit verschiedenen Epochen der Geschichte, so in seiner Schrift Rerum per Europam maxime gestarum ab ineunte saeculo sectodecimo usque ad Caroli V. mortem (1719) und gab das Werk Minerva sive de causis linguae latinae von Francisco Sánchez de las Brozas
(1523–1600) heraus. Sein wohl wichtigstes Werk war Animadversiones historicae (1685), wo er noch mehr als 100 Jahre vor Barthold Georg Niebuhrs epochalen Vorlesungen zur Römischen Geschichte die Grundlagen einer historischen Kritik erläuterte. Daneben verfasste er unter anderem Schriften zur Geschichte der Römischen Republik.